# Nina Kennedy
Nina Kennedy (Busselton, 5 de abril de 1997) é uma atleta australiana especializada no salto com vara, campeã mundial da prova em Budapeste 2023.
Em 2012, aos 14 anos, conquistou a medalha de prata no campeonato nacional adulto de salto com vara da Austrália, com uma marca de 4,10m. Em fevereiro de 2015, aos 18 anos, saltou 4,59 m, recorde mundial júnior. Em 2018, conquistou um bronze nos Jogos da Comunidade Britânica. Sem conseguir classificação em Tóquio 2020, um período de muitas contusões, venceu a prova nos Jogos da Commonwealth de 2022 e um mês depois conquistou o bronze no Mundial de Eugene 2022, com um salto de 4,80 m.
No Campeonato Mundial de Atletismo de 2023 em Budapeste, dividiu a medalha de ouro com a norte-americana Katie Moon. As duas pararam na altura de 4,90 m e seus saltos anteriores tiveram o número de tentativas iguais. Foi a segunda vez que isso aconteceu no salto com vara, após a introdução da nova regra que permite um empate caso as atletas empatadas assim desejem, e ao ocorrido em Tóquio 2020 no salto com vara masculino, entre Mutaz Essa Barshim e Gianmarco Tamberi, os dois proclamados campeões olímpicos.
Em Paris 2024 ela se tornou campeã olímpica com um salto de 4,90 m, derrotando a norte-americana Katie Moon, com que tinha empatado e dividido a medalha de ouro no Mundial de Budapeste.
Em setembro conquistou o título da Diamond League 2024 saltando 4,88 m no Memorial Van Damme em Bruxelas, Bélgica.